# Мотен, Бенни
Бенни Мотен (англ. Bennie Moten, 1894—1935) — американский джазовый пианист и руководитель оркестра. В 1929 он нанял Каунта Бэйси в свой оркестр «Bennie Moten’s Kansas City Orchestra».
После смерти Мотена в 1935 году, Бэйси пригласил многих музыкантов оркестра в собственную группу.
Бенни Мотен — автор известной песни «Kansas City Shuffle», получившей вторую жизнь после фильма «Счастливое число Слевина».